# Hämeenlinnan Pallokerho
för ishockeylaget med detta namn, se HPK.
Hämeenlinnan Pallokerho (HPK) är en idrottsförening från Tavastehus i Egentliga Tavastland.  Klubben bildades den 10 december 1929 och har bland annat haft bandy, boboll, boxning och fotboll på programmet. Idag har föreningen endast ishockey för män (se HPK) och volleyboll för kvinnor kvar.
Fotboll fanns med på programmet redan 1929 och som bäst nådde laget näst högsta serien (dagens Ettan). Representationslaget sammanslogs 1991 med Pallo-Kärpät till FC Hämeenlinna och juniorverksamheten gick samma öde till mötes 1999.